# ザ・メイン
ザ・メイン(The Maine)とは、アメリカ合衆国アリゾナ州テンピにて結成されたポップ・ロックバンドである。
2008年に、大手インディーズのフィアレス・レコードからデビューを飾ったバンドで、これまでに3枚のアルバムをリリースしている。エモからの影響を色濃く受けた、独特のポップ・ロックサウンドが特徴。

## メンバー

### 現メンバー
- ジョン・オー・キャラガン/John O'Callaghan - (ヴォーカル)
- ケネディ・ブロック/Kennedy Brock - (ギター、コーラス)
- ジャレド・モナコ/Jared Monaco - (ギター)
- ギャレット・ニッケルセン/Garrett Nickelsen - (ベース)
- パット・カーク/Pat Kirch - (ドラム)

### 旧メンバー
- ライアン・オスターマン/Ryan Osterman - (元ギタリスト)
- アレックス・ロス/Alex Ross - (元ギタリスト)

## 略歴
2007年に、当時高校生だったメンバー等を中心にアリゾナ州テンピにて結成。そして、その年末には、大手インディーズレーベルのFearless Recordsと契約を結ぶことに成功し、12月11日に1stEP「The Way We Talk EP」をリリースする。
2008年7月8日には、プロデューサーにBoys Like Girlsや3OH!3等を手掛けてきたマット・スクワイアを迎えて作成された1stアルバム『Can't Stop, Won't Stop』をリリースし、このアルバムがいきなり全米ビルボード200にて初登場40位を記録した。
その後、2009年にメジャーレーベルのWarner Bros Recordsへ移籍。2010年7月13日には、2ndアルバム『Black and White』をリリースし、初週に22000枚以上を売り上げ、全米ビルボード200にて初登場16位を記録した。プロデューサーには、フーバスタンク等を手掛けるハワード・ベンソンを起用している。
2011年12月6日、ワーナミュージック傘下のインディーズ・レーベル「アクションセオリー・レコード」より、3rdアルバム『Pioneer』をリリース。全米ビルボード200では、初週に12000枚以上を売り上げ、初登場90位を記録した。今作では、前作のハワード・ベンソンようなメジャー作品を手掛けるベテランのプロデューサーではなく、新鋭のコルビー・ウェッジワースを起用しており、前作までのメジャー志向からの脱却をはかった作品となっている。

## ディスコグラフィー

### アルバム
| 発売日        | アルバムのタイトル     | 販売レーベル                | 全米ビルボードアルバムチャート最高位 | セールス |
| 2008年7月8日  | Can't Stop, Won't Stop | Fearless Records            | 40位                                 | -        |
| 2010年7月13日 | Black and White        | Warner Bros Records         | 16位                                 | -        |
| 2011年12月6日 | Pioneer                | Warner Bros / Action Theory | 90位                                 | -        |
| 2013年6月4日  | Forever Halloween      | Universal                   | 39位                                 | -        |
| 2015年3月31日 | American Candy         | Universal                   |                                      | -        |

### EPs
- "Stay Up, Get Down" (2007.5.8)
- "The Way We Talk EP" (2007.12.11)
- "...And A Happy New Year EP" (2008.12.9)